# WEDWay
Le WEDWay est le nom de la technologie inventée par WED Entreprise pour le pavillon Ford Magic Skyway de la Foire internationale de New York 1964-1965. Parmi les artisans de cette technique on peut citer Roger E. Broggie. La technique a été réutilisée avec d'autres brevets que ceux de Disney.
Deux attractions avec cette technologie furent mises en service dans les parcs Disney :
- PeopleMover à Disneyland a fonctionné de 1967 à 1995
- WEDWay PeopleMover au Magic Kingdom, en service depuis 1975.

Une seule navette automatique avec cette technologie fonctionne en dehors des parcs Disney, sous le nom de Subway, à l'aéroport de Houston au Texas, inaugurée le 17 août 1981